# Dompierre-sur-Veyle
Pour les articles homonymes, voir Dompierre et Veyle.
Dompierre-sur-Veyle est une commune française située dans le département de l'Ain, en région Auvergne-Rhône-Alpes.
Ses habitants s'appellent les Dompierrois.

## Géographie
La commune est rattachée géographiquement à la Dombes. Elle est desservie par les départementales RD 22 (nord au sud) et RD 17 (est à ouest).

### Climat
Pour des articles plus généraux, voir Climat d'Auvergne-Rhône-Alpes et Climat de l'Ain.
En 2010, le climat de la commune est de type climat océanique dégradé des plaines du Centre et du Nord, selon une étude du CNRS s'appuyant sur une série de données couvrant la période 1971-2000. En 2020, Météo-France publie une typologie des climats de la France métropolitaine dans laquelle la commune est dans une zone de transition entre le climat semi-continental et le climat de montagne et est dans la région climatique Bourgogne, vallée de la Saône, caractérisée par un bon ensoleillement (1 900 h/an), un été chaud (18,5 °C), un air sec au printemps et en été et des vents faibles.
Pour la période 1971-2000, la température annuelle moyenne est de 11 °C, avec une amplitude thermique annuelle de 17,6 °C. Le cumul annuel moyen de précipitations est de 1 025 mm, avec 10,4 jours de précipitations en janvier et 7,7 jours en juillet. Pour la période 1991-2020, la température moyenne annuelle observée sur la station météorologique de Météo-France la plus proche, sur la commune de Marlieux à 10 km à vol d'oiseau, est de 12,2 °C et le cumul annuel moyen de précipitations est de 909,1 mm,. Pour l'avenir, les paramètres climatiques de la commune estimés pour 2050 selon différents scénarios d'émission de gaz à effet de serre sont consultables sur un site dédié publié par Météo-France en novembre 2022.

## Urbanisme

### Typologie
Au 1er janvier 2024, Dompierre-sur-Veyle est catégorisée commune rurale à habitat dispersé, selon la nouvelle grille communale de densité à 7 niveaux définie par l'Insee en 2022.
Elle est située hors unité urbaine. Par ailleurs la commune fait partie de l'aire d'attraction de Bourg-en-Bresse, dont elle est une commune de la couronne,. Cette aire, qui regroupe 80 communes, est catégorisée dans les aires de 50 000 à moins de 200 000 habitants,.

### Occupation des sols
L'occupation des sols de la commune, telle qu'elle ressort de la base de données européenne d’occupation biophysique des sols Corine Land Cover (CLC), est marquée par l'importance des territoires agricoles (62,8 % en 2018), une proportion sensiblement équivalente à celle de 1990 (63,4 %). La répartition détaillée en 2018 est la suivante : 
zones agricoles hétérogènes (27,9 %), forêts (26,7 %), terres arables (22,9 %), prairies (12,1 %), eaux continentales (8,9 %), zones urbanisées (1,6 %).
L'évolution de l’occupation des sols de la commune et de ses infrastructures peut être observée sur les différentes représentations cartographiques du territoire : la carte de Cassini (XVIIIe siècle), la carte d'état-major (1820-1866) et les cartes ou photos aériennes de l'IGN pour la période actuelle (1950 à aujourd'hui).

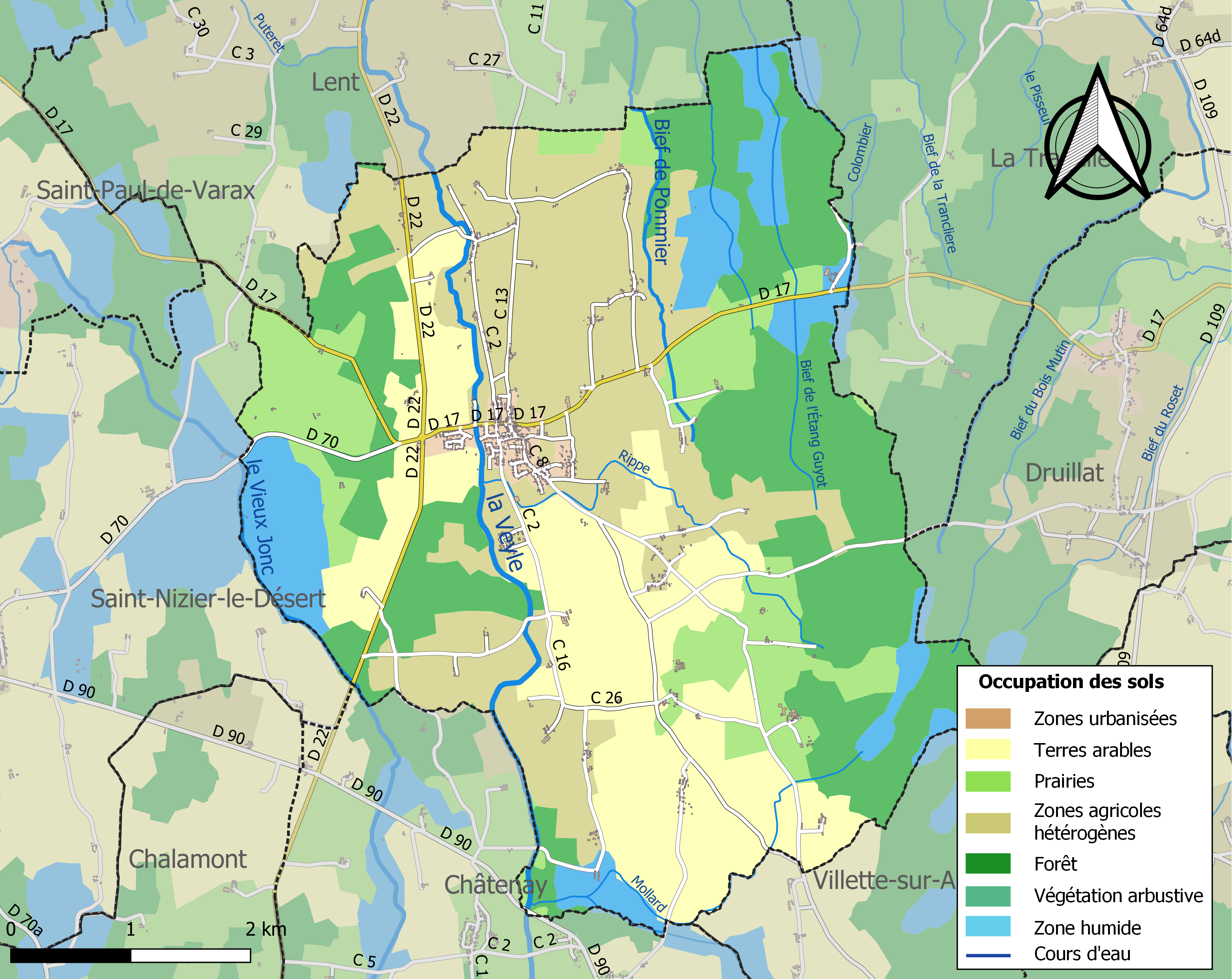
Carte des infrastructures et de l'occupation des sols de la commune en 2018 (CLC).

## Toponymie
Le 11 septembre 1954 Dompierre devient Dompierre-sur-Veyle.

## Histoire
La commune portait anciennement le nom de Dompierre-sur-Chalamont.

### Hameaux

#### Blanchères (les)
Seigneurie (Les Blanchières) en toute justice possédée, en 1430, par Eustache de Genost. Jacques de Genost, son petit-fils, l'engagea, en paiement de la dot de sa sœur, à Yves Terrail, écuyer. Elle resta longtemps depuis possédée indivise par les familles Terrail et Guyot de la Garde. En 1546, elle était dans celle de Soria. Elle passa ensuite, par succession, à Antoine Favre, seigneur de Longris, qui la laissa à Antoine Regnaud, conseiller au présidial de Bourg, dont la postérité en jouissait vers la fin du XVIIe siècle. En 1789, la terre des Blanchères était dans la maison de Marron de Belvey.

### Dompierre de France
Dompierre fait partie de l'Association des Dompierre-de-France regroupant 23 communes françaises dont le nom comporte Dompierre. Chaque année, une commune différente accueille la fête. Dompierre-sur-Veyle n'a jamais accueilli ses cousins Dompierrois et Dompierrais ni pour la Fête nationale, ni pour l'assemblée générale. En 2013, la fête nationale a eu lieu le 1er week-end de juillet à Dompierre-les-Ormes en Saône-et-Loire.

## Politique et administration

### Découpage territorial
La commune de Dompierre-sur-Veyle est membre de la communauté d'agglomération du Bassin de Bourg-en-Bresse, un établissement public de coopération intercommunale (EPCI) à fiscalité propre créé le 1er janvier 2017 dont le siège est à Bourg-en-Bresse. Ce dernier est par ailleurs membre d'autres groupements intercommunaux.
Sur le plan administratif, elle est rattachée à l'arrondissement de Bourg-en-Bresse, au département de l'Ain et à la région Auvergne-Rhône-Alpes. Sur le plan électoral, elle dépend du  canton de Ceyzériat pour l'élection des conseillers départementaux, depuis le redécoupage cantonal de 2014 entré en vigueur en 2015, et de la première circonscription de l'Ain  pour les élections législatives, depuis le dernier découpage électoral de 2010.

### Administration municipale
| Période                                  | Période  | Identité         | Étiquette | Qualité                              |
| ---------------------------------------- | -------- | ---------------- | --------- | ------------------------------------ |
| 1995                                     | 2001     | Daniel Renoud    |           |                                      |
| 2001                                     | mai 2020 | Jean Berard      |           | Retraité de la fonction publique     |
| mai 2020                                 | En cours | Martine Tabouret |           | Professeure, profession scientifique |
| Les données manquantes sont à compléter. |          |                  |           |                                      |

## Démographie
L'évolution du nombre d'habitants est connue à travers les recensements de la population effectués dans la commune depuis 1793. Pour les communes de moins de 10 000 habitants, une enquête de recensement portant sur toute la population est réalisée tous les cinq ans, les populations de référence des années intermédiaires étant quant à elles estimées par interpolation ou extrapolation. Pour la commune, le premier recensement exhaustif entrant dans le cadre du nouveau dispositif a été réalisé en 2008.

En 2022, la commune comptait 1 225 habitants, en évolution de +5,24 % par rapport à 2016 (Ain : +5,15 %, France hors Mayotte : +2,11 %).
| 1793 | 1800 | 1806 | 1821 | 1831 | 1836 | 1841 | 1846 | 1851 |
| ---- | ---- | ---- | ---- | ---- | ---- | ---- | ---- | ---- |
| 837  | 618  | 685  | 727  | 746  | 780  | 893  | 986  | 928  |

| 1856  | 1861 | 1866  | 1872  | 1876  | 1881  | 1886  | 1891  | 1896  |
| ----- | ---- | ----- | ----- | ----- | ----- | ----- | ----- | ----- |
| 1 013 | 989  | 1 054 | 1 084 | 1 105 | 1 132 | 1 174 | 1 160 | 1 098 |

| 1901  | 1906  | 1911  | 1921 | 1926 | 1931 | 1936 | 1946 | 1954 |
| ----- | ----- | ----- | ---- | ---- | ---- | ---- | ---- | ---- |
| 1 080 | 1 098 | 1 065 | 910  | 877  | 811  | 834  | 756  | 702  |

| 1962 | 1968 | 1975 | 1982 | 1990 | 1999 | 2006  | 2008  | 2013  |
| ---- | ---- | ---- | ---- | ---- | ---- | ----- | ----- | ----- |
| 705  | 662  | 632  | 745  | 828  | 968  | 1 147 | 1 198 | 1 175 |

| 2018  | 2022  | - | - | - | - | - | - | - |
| ----- | ----- | - | - | - | - | - | - | - |
| 1 169 | 1 225 | - | - | - | - | - | - | - |

## Culture et patrimoine

### Lieux et monuments

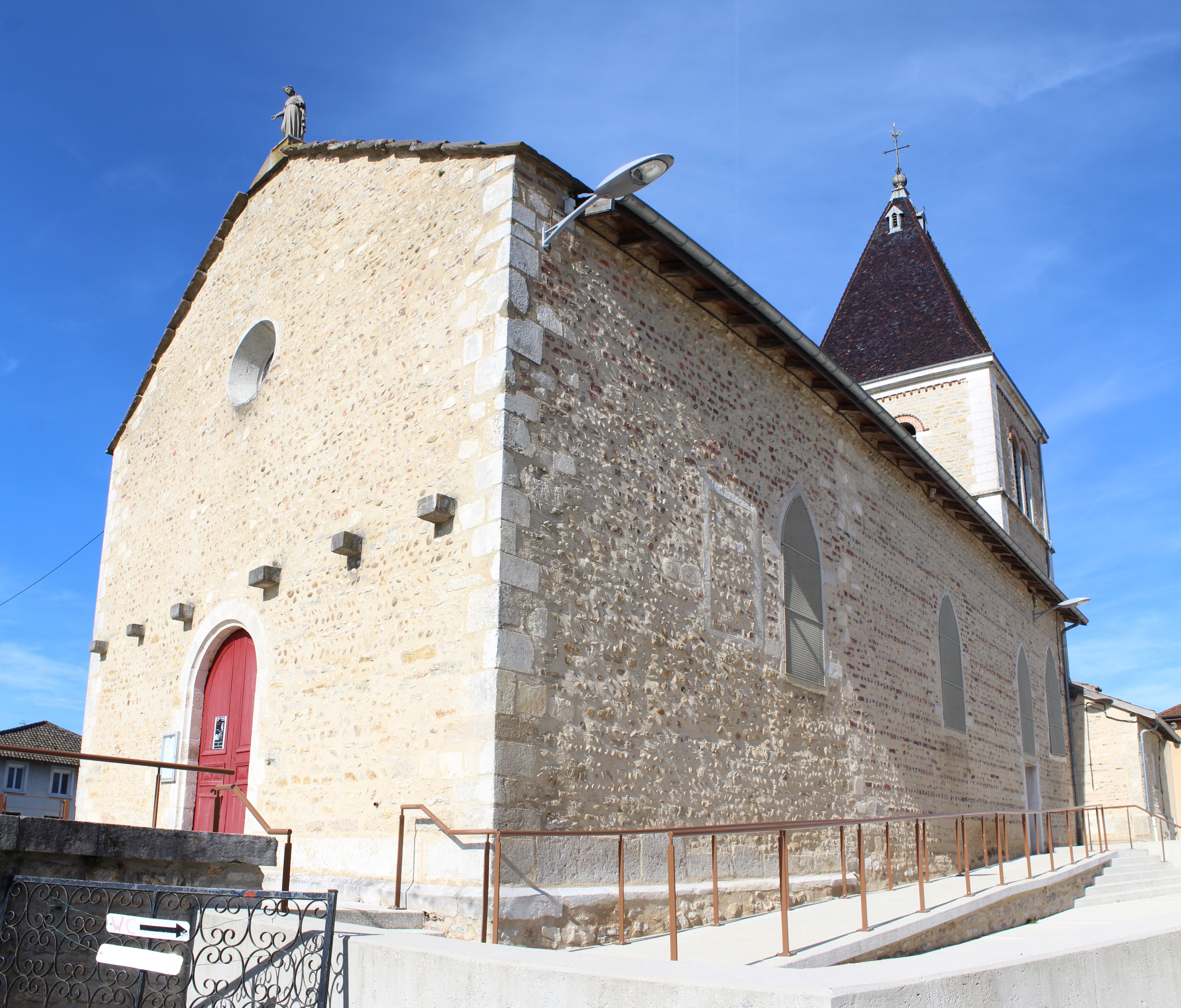
Église Saint-Maurice.

- Château de Belvey ou Mas Belvey, fondé par les Juys, vassaux des sires de Beaujeu, vers 1276, il est remanié et restauré au XIXe siècle[22].
- Église Saint-Maurice.
- Moulin sur la Veyle

Ce petit moulin situé à l'entrée ouest du village se compose de deux bâtiments typiques en pierre et pisé de part et d'autre d'une cour. La roue augets de type baril couvert par un auvent qui prolonge le petit bâtiment autrefois occupé par le battoir.
L'origine du moulin remonterait au XIVe siècle figurant sur la carte de Cassini (XVIIIe siècle). Il appartenait au propriétaire du château de Belvey tout proche. Au milieu du XIXe siècle, le moulin avait trois roues : deux aubes courbes pour la farine et une palette entrainant le battoir. Un arrêt préfectoral à roulement les dispositions de la chute d'eau mais les mécanismes encore en place dans le moulin. L'activité cesse vers 1980.
Les propriétaires M. et Mme Thene-Pichon ont restauré l'habitation en conservent l'essentiel des équipements de meunerie, dont une nouvelle roue à aube installé dans le bief à l'automne 2015. Elle a été reconstruite par une entreprise spécialisée dans l'énergie hydraulique et la structure a été réalisée en fer, les douze aubes en planches de châtaignier. L'ensemble pèse environ une tonne. Cette roue tourne librement sous la poussée de l'eau.

### Personnalités liées à la commune
- Eugénie Brazier (1895-1977) : célèbre grand chef cuisinier française (deux fois trois étoiles au Guide Michelin pour ses deux restaurants de Lyon et du col de la Luère à Pollionnay) de 1933 à 1968, même si née à La Tranclière, est originaire de la commune. Une place porte son nom dans la commune[23].
- René Chevrier (1925-1944), résistant.